# Swarożyn
Swarożyn (kaszb. Swôròżënò; niem. Swaroschin) – wieś kociewska w Polsce położona w województwie pomorskim, w powiecie tczewskim, w gminie Tczew przy drodze krajowej nr 22. Jest siedzibą sołectwa Swarożyn, w którego skład wchodzi również wieś Zabagno. W pobliżu miejscowości znajduje się węzeł drogowy Swarożyn autostrady A1 z drogą krajową nr 22. Miejscowość leży przy linii kolejowej nr 203 Tczew – Kostrzyn (stacja kolejowa Swarożyn). W Swarożynie znajduje się Szkoła Podstawowa im. Stefana Żeromskiego oraz Zespół Szkół Centrum Kształcenia Rolniczego im. Stanisława Staszica, założony w 1971 roku.
W latach 1975–1998 miejscowość administracyjnie należała do ówczesnego województwa gdańskiego.
Bogdan Wenta, były polski piłkarz i trener piłki ręcznej, były prezydent miasta Kielce, uczęszczał do szkoły podstawowej w Swarożynie.

## Zabytki
Według rejestru zabytków NID na listę zabytków wpisane są:
- kamienno-ceglany kościół ewangelicki, obecnie rzymskokatolicki pw. św. Andrzeja Boboli, 1894-95[6], nr rej.: A-1308 z 24.04.1990
- plebania, nr rej.: j.w.

We wsi znajduje się opuszczony zespół dworsko-parkowy z 2 poł. XIX w. (w obecnej postaci powstał po 1825 roku).